# Amazis (garncarz)

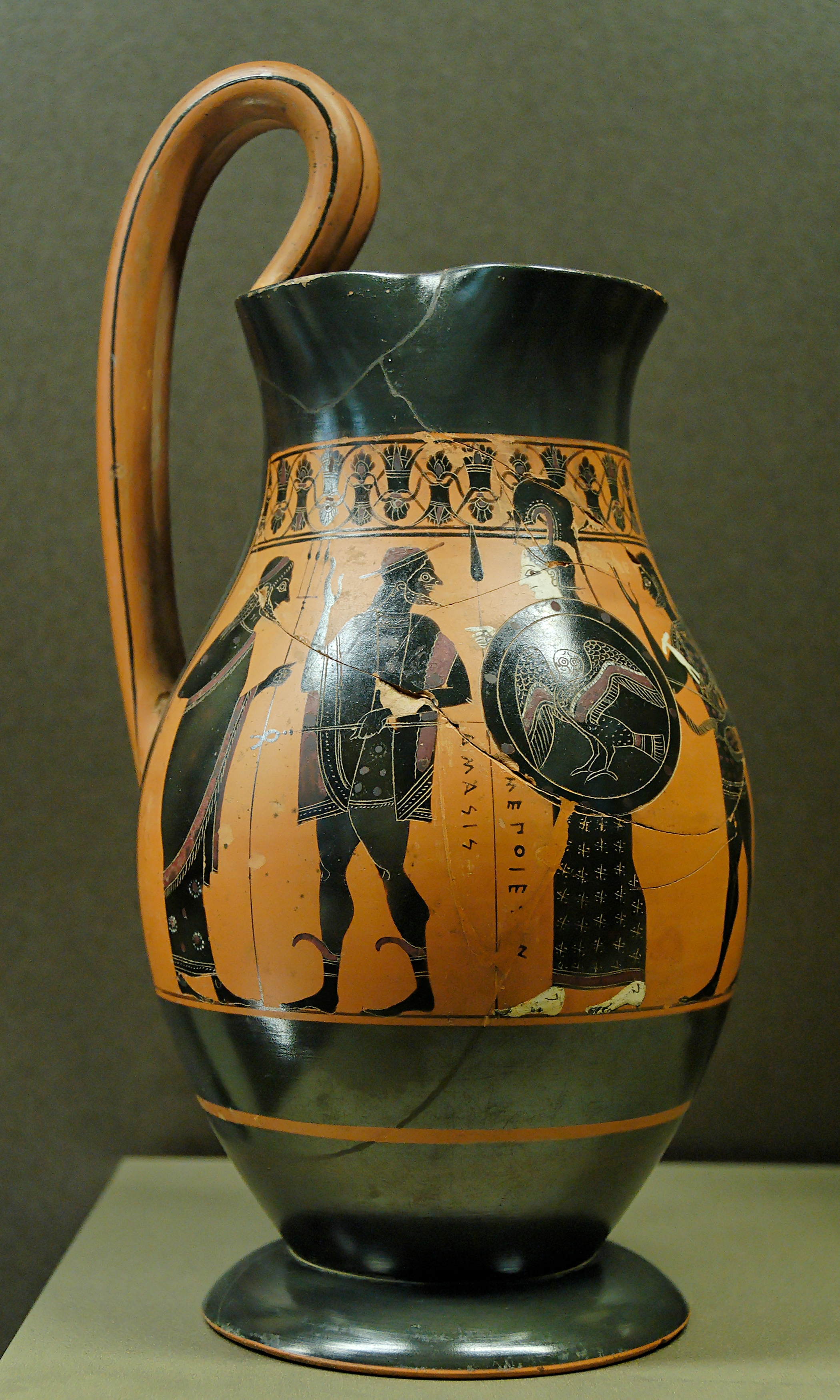
Czarnofigurowy dzban (olpe) z pracowni Amazisa (ok. 540 p.n.e., w zbiorach Luwru)

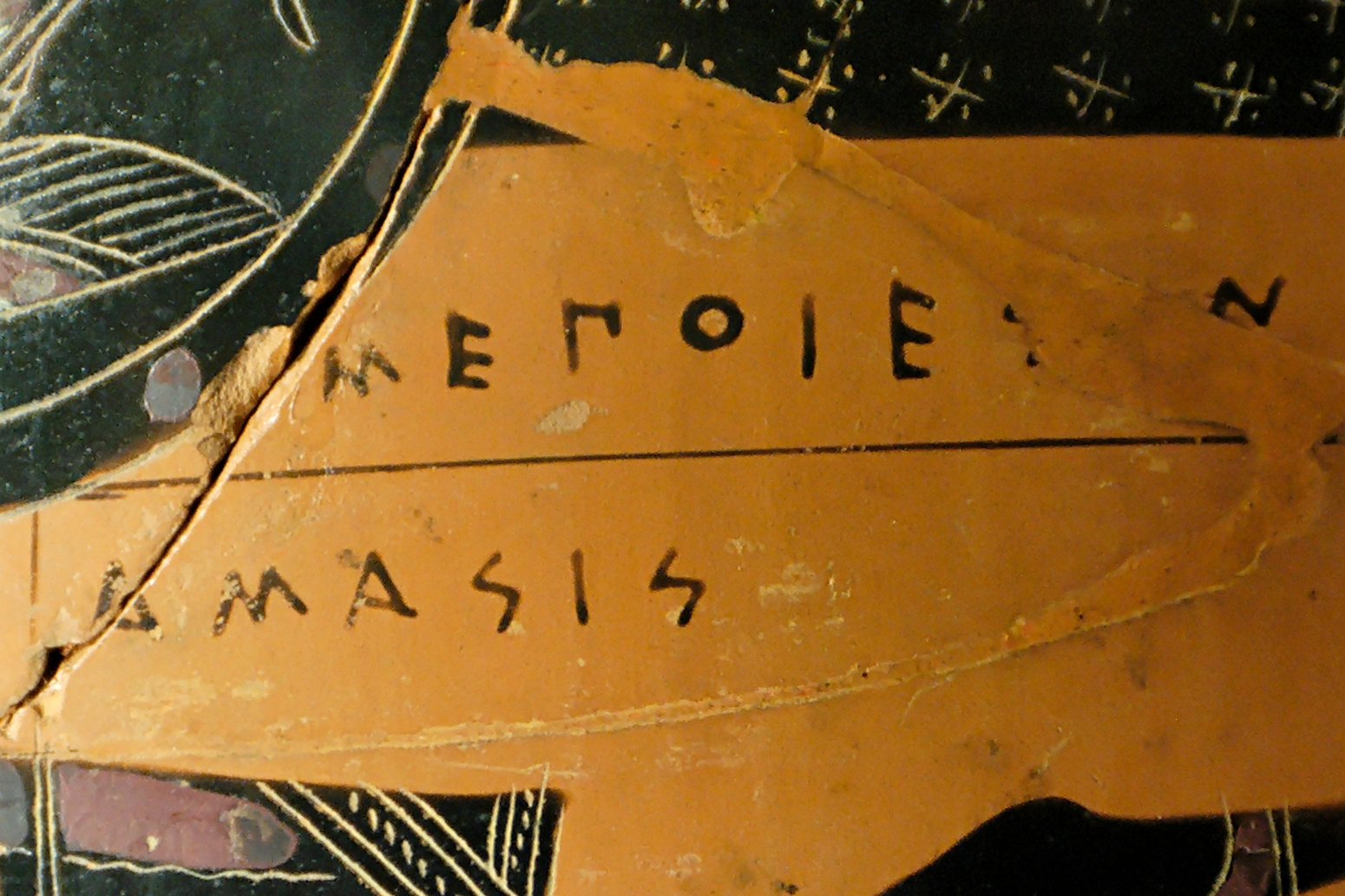
Sygnatura Amazisa na tym naczyniu

Amazis (VI wiek p.n.e.) – grecki garncarz i malarz, jeden z najwybitniejszych twórców w stylu czarnofigurowym. 
Choć działał w Atenach, był najpewniej Grekiem z Egiptu (być może pochodził z Naukratis w delcie Nilu), czynnym w okresie od ok. 555 p.n.e. do ok. 525 p.n.e.
Przypuszczalnie wprowadził do greckiej ceramiki alabastron jako nowy typ naczynia zapożyczony z Egiptu. Uważa się, iż rywalizował z Eksekiasem, a współpracując z innymi artystami, wytworzył własny charakterystyczny wariant czarnofigurowego stylu, nacechowany określoną tematyką. Do jego ulubionych tematów należały sceny z życia codziennego oraz z mitów dionizyjskich. Znamienne może też być wprowadzanie w kompozycji orientalnych postaci uskrzydlonych oraz archaizujący kształt modelowanych przez niego lekytów.
Zachowało się osiem wytworzonych i sygnowanych przez niego naczyń zdobionych czarnofigurowo, dwa inne zdobione przez Lydosa oraz anonimowa czara czerwonofigurowa. Wśród mniejszych naczyń sygnował skyfos i lekyty ze scenami okolicznościowymi typowymi dla darów ślubnych. 
Egzemplarze jego naczyń znajdują się także w posiadaniu muzeów polskich (Muzeum Narodowe w Warszawie, Muzeum Czartoryskich w Krakowie).
Znacznie więcej zdobionych naczyń (co najmniej 100) przypisywanych jest współpracującemu z jego pracownią twórcy, nazwanemu umownie Malarzem Amazisa. Wyodrębnienie go ostatecznie podważyło długo utrzymywane twierdzenie, jakoby sam Amazis był dekoratorem wszystkich naczyń wykonywanych w jego warsztacie.